# Peter Beazley
Peter Beazley (n. 9 iunie 1922 – d. 23 decembrie 2004) a fost un om politic britanic, membru al Parlamentului European în perioadele 1979-1984, 1984-1989 si 1989-1994 din partea Regatului Unit. 
1. ↑  Deputații în Parlamentul European